# Istmo de Carelia
El istmo de Carelia (o de Karelia) (en finés: Karjalankannas; en ruso: Карельский перешеек, Karelski pereshéiek) es una estrecha banda de tierra de 45 a 110 kilómetros de longitud que separa el lago de Ládoga en Rusia del golfo de Finlandia.
Antiguamente finlandés, este territorio se incorporó a la Unión Soviética tras la guerra de Invierno, siendo esta anexión confirmada tras la Guerra de Continuación. Algunos de los raión (distritos) de esta zona dependen administrativamente de la ciudad de San Petersburgo; el resto lo hacen del óblast de Leningrado.
La ciudad más importante es Výborg.